# Jungjuele
Lo Jungjuele o Ungjuėle (in russo Юнгюеле,Унгюэле, Юнгюёлээ?; in lingua sacha: Үнгүөлэ) è un fiume della Siberia orientale, affluente di sinistra dell'Aldan (bacino idrografico della Lena). Si trova in Russia, nella Sacha (Jacuzia).
Il fiume scorre in direzione prevalentemente sud-orientale; sfocia nel fiume Aldan a 1 211 km dalla sua foce nella Lena. La lunghezza dello Jungjuele è di 239 km, l'area del suo bacino è di 12 200 km².